# 中村有裕
中村有裕（なかむら ゆうすけ、1979年9月21日 - ）は、滋賀県出身のボートレーサー。

## 経歴・人物
1999年5月7日、地元びわこ競艇場で開催された「第14回オールニッポン選抜戦競走」第1レースでデビュー（6着）。2006年の第52回モーターボート記念競走でSG初優出・初優勝を果たす。

## エピソード
- 同期は堀之内紀代子(4011)、中島孝平(4013)、笠原亮(4019)ほか。

## 成績

### SG・GI・GII優勝

#### SG
- モーターボート記念競走（2006年・桐生競艇場）
  - 滋賀支部からのSG制覇は48年ぶりで、当時26歳で優勝したことから、ナイターSG優勝者としては2024年現在でも史上最年少記録。

#### GI
- 2005年 11月9日 GIモーターボート大賞競走（江戸川競艇場）

#### GII
- 2004年 12月5日 第48回 秩父宮妃記念杯競走（びわこ競艇場）